# マレー・ハルバーグ
マレー・ハルバーグ（Sir Murray Gordon Halberg、1933年7月7日 - 2022年11月30日）は、ニュージーランドの陸上競技選手。1960年ローマオリンピックの男子5000m金メダリストである。マナワツ・ワンガヌイ地方タラルア地区エケタフナ出身。

## 経歴
ハルバーグは、1950年代から60年代にかけて活躍したニュージーランドの中距離選手である。ハルバーグが陸上を始める前はラグビーの選手であったが、試合中に重傷を負ってしまい。左手が不自由になってしまうという不幸に見舞われた。翌年からハンデを克服しようと陸上をはじめた。
陸上競技を始めて3年後、初めてニュージーランドの国内大会に勝利。1954年のブリティッシュ・エンパイア・アンド・コモンウェルスゲームズ（以下「コモンウェルスゲームズ」）への出場を果たす。結果は1マイルで5位という成績であった。さらに2年後にはメルボルンオリンピックに出場しているが、1500mで11位という成績であった。
ハルバーグは、1958年のコモンウェルスゲームズの3マイルで金メダルを獲得。また同年には、ニュージーランド選手として初めて1マイル4分の壁を破り、この年のニュージーランド・スポーツマン・オブ・ザ・イヤーを受賞。
1960年のローマオリンピックでは、5000mと10000mのより長い距離に挑戦。9月2日に行われた5000mの決勝では、ポーランドのハンス・グロドッキらをおさえ金メダルを獲得。男子800mで金メダルを獲得したピーター・スネルとともに、この日2つの金メダルをニュージーランドにもたらした。ハルバーグは、後日行われた10000mでは5位入賞を果たしている。
ハルバーグはその後4つの世界新記録を樹立。（すべてヤードポンド法での記録。）1962年のコモンウェルスゲームズでは旗手を務めた。1964年東京オリンピックの10000mで7位となりこの年で現役を引退した。ハルバーグは現役中の1963年に、障がいを持つ子供たちへのスポーツなどの活動を支援する「ハルバーグ基金」を創設している。
ハルバーグは、1961年に大英帝国勲章（MBE）を受賞。1988年にはナイトの称号『サー』を授かる。2008年6月の女王誕生日には、ニュージーランドで最高位の勲章であるニュージーランド勲章を受章。翌月には、ハルバーグの50年にわたる陸上競技界と、障がいを持つ子供たちへの貢献と奉仕活動に対し、同国の偉大なヨットマンであるピーター・ブレイクを記念して作られたブレイク勲章が授与された。

## 主な実績
| 年   | 大会                   | 場所                       | 種目    | 結果 | 記録      |
| ---- | ---------------------- | -------------------------- | ------- | ---- | --------- |
| 1954 | コモンウェルスゲームズ | バンクーバー(カナダ)       | 1マイル | 5位  | 4分07秒2  |
| 1954 | コモンウェルスゲームズ | バンクーバー(カナダ)       | 3マイル | -    | DNS       |
| 1956 | オリンピック           | メルボルン(オーストラリア) | 1500m   | 11位 | -         |
| 1958 | コモンウェルスゲームズ | カーディフ(ウェールズ)     | 1マイル | 5位  | 4分06秒6  |
| 1958 | コモンウェルスゲームズ | カーディフ(ウェールズ)     | 3マイル | 1位  | 13分15秒0 |
| 1960 | オリンピック           | ローマ(イタリア)           | 5000m   | 1位  | 13分43秒4 |
| 1960 | オリンピック           | ローマ(イタリア)           | 10000m  | 5位  | 28分48秒8 |
| 1962 | コモンウェルスゲームズ | パース(オーストラリア)     | 3マイル | 1位  | 13分34秒2 |
| 1964 | オリンピック           | 東京(日本)                 | 10000m  | 7位  | 29分10秒8 |